# Glavočić korčulanski
Glavočić korčulanski (lat. Corcyrogobius liechtensteini) riba je iz porodice glavoča (lat. Gobiidae). Naraste do 2,5 cm (3 cm po drugim izvorima) duljine, a živi u pećinama i strmim kamenitim obalama, najčešće na terenima obraslima koraljima.  Prvi put je otkriven kod nas na otoku Korčuli. Tijelo i peraje imaju sve odlike svoje vrste. Sivkaste je boje, s velikim brojem malih točkica po tijelu.

## Rasprostranjenost
Glavočić korčulanski je endemska vrsta Mediterana, a i tu živi samo na par mjesta i to u Jadranu, te zapadno od Italije u Tirenskom moru, kao i oko Baleara.

## Vanjske poveznice
|  | Zajednički poslužitelj ima još gradiva o temi Corcyrogobius liechtensteini |
|  | Wikivrste imaju podatke o taksonu Corcyrogobius liechtensteini             |